# Contea di Mingo
La contea di Mingo ( in inglese Mingo County ) è una contea dello Stato della Virginia Occidentale, negli Stati Uniti. La popolazione al censimento del 2000 era di 28 253 abitanti. Il capoluogo di contea è Williamson.